# Kabinett Yılmaz I
Das Kabinett Yılmaz I war die 48. Regierung der Türkei, die vom 23. Juni 1991 bis zum 20. November 1991 durch Ministerpräsident Mesut Yılmaz geleitet wurde. Nach dem Sieg der Mutterlandspartei (Anavatan Partisi; ANAP) bei der Wahl vom 29. Oktober 1987 hatte Turgut Özal eine neue Regierung gebildet. Am 31. Oktober 1989 wurde Özal zum Staatspräsidenten der Türkei gewählt und gab daher das Amt des Ministerpräsidenten Yıldırım Akbulut. Yılmaz war anfangs Außenminister im Kabinett, trat aber am 20. Februar 1990 aufgrund von Meinungsverschiedenheiten zur türkischen Irakpolitik während des Zweiten Golfkriegs zurück. Im Juni 1991 wurde er in einer Kampfabstimmung zum neuen Vorsitzenden der ANAP gewählt. Akbulut trat daraufhin zurück und Yılmaz wurde am 23. Juni 1991 neuer Ministerpräsident mit dem Kabinett Yılmaz I. Bei der Parlamentswahl im November desselben Jahres wurde die ANAP aber abgestraft.  Parteienfilz, interne Flügelkämpfe und Günstlingswirtschaft schwächten die ANAP in dieser Zeit allerdings stark und die Partei verlor die Wahl. Die Doğru Yol Partisi (DYP) wurde klarer Wahlsieger und stellte mit Süleyman Demirel den neuen Ministerpräsidenten.

## Minister
| Titel                                                              | Name                                  | Partei                                                                | Amtszeit |
| ------------------------------------------------------------------ | ------------------------------------- | --------------------------------------------------------------------- | --- |
| Ministerpräsident                                                  | Mesut Yılmaz                          | ANAP                                                                  | |
| Stellvertretender Ministerpräsident                                | Ekrem Pakdemirli                      | ANAP                                                                  | |
| Staatsminister                                                     |                                       |                                                                       | |
| Fahrettin Kurt                                                     | ANAP                                  |                                                                       | |
| Mustafa Taşar                                                      | ANAP                                  |                                                                       | |
| İmren Aykut                                                        | ANAP                                  |                                                                       | |
| Vehbi Dinçerler                                                    | ANAP                                  |                                                                       | |
| Kamran İnan                                                        | ANAP                                  |                                                                       | |
| İlhan Aküzün                                                       | ANAP                                  |                                                                       | |
| Cengiz Tuncer                                                      | ANAP                                  |                                                                       | |
| Sabahattin Aras                                                    | ANAP                                  |                                                                       | |
| Ersin Koçak                                                        | ANAP                                  |                                                                       | |
| Mehmet Çevik                                                       | ANAP                                  |                                                                       | |
| Cenap Gülpınar                                                     | ANAP                                  |                                                                       | |
| Birsel Sönmez                                                      | ANAP                                  |                                                                       | |
| Ali Talip Özdemir Akgün Albayrak                                   | ANAP                                  | 23. Juni 1991 – 22. August 1991 20. November 1991 – 20. November 1991 | |
| Justizminister                                                     | Şakir Şeker Suat Bilge                | ANAP parteilos                                                        | 23. Juni 1991 – 29. August 1991 29. August 1991 – 20. November 1991                                             |
| Verteidigungsminister                                              | Barlas Doğu                           | ANAP                                                                  | |
| Innenminister                                                      | Mustafa Kalemli Sabahattin Çakmakoğlu | ANAP parteilos                                                        | 23. Juni 1991 – 26. August 1991 29. August 1991 – 20. November 1991                                             |
| Außenminister                                                      | Safa Giray                            | ANAP                                                                  | |
| Finanzminister                                                     | Adnan Kahveci                         | ANAP                                                                  | |
| Bildungsminister                                                   | Avni Akyol                            | ANAP                                                                  | |
| Minister für öffentliche Arbeiten                                  | Hüsamettin Örüç                       | ANAP                                                                  | |
| Minister für Gesundheit und Sozialhilfe                            | Yaşar Eryılmaz                        | ANAP                                                                  | |
| Minister für Landwirtschaft, Forsten und dörfliche Angelegenheiten | İlker Tuncay                          | ANAP                                                                  | Die Abteilung Forsten wurde am 11. August 1991 dem neuen Minister für Forsten und Wasserwirtschaft angegliedert |
| Verkehrsminister                                                   | İbrahim Özdemir Sabahattin Yalınpala  | ANAP parteilos                                                        | 23. Juni 1991 – 29. August 1991 29. August 1991 – 20. November 1991                                             |
| Minister für Arbeit und soziale Sicherheit                         | Metin Emiroğlu                        | ANAP                                                                  | |
| Minister für Industrie und Handel                                  | Rüştü Kazım Yücelen                   | ANAP                                                                  | |
| Minister für Tourismus                                             | Bülent Akarcalı                       | ANAP                                                                  | |
| Minister für Kultur                                                | Gökhan Maraş                          | AMAP                                                                  | |
| Umweltminister                                                     | Ali Talip Özdemir                     | ANAP                                                                  | 22. August 1991 – 20. November 1991                                                                             |
| Minister für Energie und natürliche Ressourcen                     | Muzaffer Aracu                        | ANAP                                                                  | |
| Minister für Forsten und Wasserwirtschaft                          | Mustafa Kalemli                       | ANAP                                                                  | 26. August 1991 – 20. November 1991                                                                             |